# Ditzumerhammrich
Die Deichreihensiedlung Ditzumerhammrich gehört zum Ortsteil Dollart in der Gemeinde Bunde im ostfriesischen Rheiderland.

## Geografie
Durch das lang gezogene Gebiet von Ditzumerhammrich verläuft eine Deichstraße in nord-südlicher Ausrichtung, die heutige L 16. Der Ort grenzt im Süden an Ditzumerverlaat und im Norden an die Gemeinde Jemgum in Richtung Ditzum. Die Siedlung liegt an beiden Seiten des Altdeichs aus dem 16. Jahrhundert, der nach dem großen Einbruch im Jahr 1509 errichtet wurde, mit dem der Dollart seine größte Ausdehnung erreichte. Der Deich sicherte Hatzumerfehn vor Überflutungen und erreicht heute eine Höhe von bis zu zwei Metern über dem Meeresspiegel.
Im Westen von Ditzumerhammrich grenzt der Heinitzpolder an, der im ausgehenden 18. Jahrhundert durch Landgewinnung entstanden war. Das im Osten befindliche Marschland liegt 0,80 m unter dem Meeresspiegel, weist also gegenüber dem aufgeschlickten Polderland auf der anderen Deichseite einen beträchtlichen Höhenunterschied auf. Dort verläuft das Ditzumer Sieltief, das als Entwässerungskanal für das tiefliegende Land dient.
In einem seit 1804 entwässerten Niederungsmoor befindet sich der Wynhamster Kolk, ein 72 Hektar großes Gebiet, das durch verschiedene Sturmfluten und damit verbundene Deichbrüche wahrscheinlich um 1715 entstanden war. In unmittelbarer Nähe des Kolks befindet sich ein Gebiet, das mit seinen 2,50 m unter Normalnull eine der tiefst gelegenen Stellen Deutschlands ist.

## Geschichte
Im Jahr 1469 ist die erste Erwähnung des Ortsnamens als Ditzumer hammerke bezeugt. Ditzumerhammrich bedeutet demnach 'Ditzumer Marschland'. Die in der Neuzeit gewonnenen Landgebiete wurden in Erbpacht vergeben und seit 1818 verkauft.
Im Hochmittelalter vor den großen Dollarteinbrüchen im 15. Jahrhundert war Ditzumerhammrich möglicherweise ein eigenes Kirchspiel Ditzumerwold. Vermutlich handelt es sich um den 1475 in einem Pfarrregister des Bistums Münster genannten Ort Dertsamewolt, der als vom Wasser bedroht und dessen Pfarrstelle als vakant beschrieben wird. Den Namen nach betraf es eine Moorsiedlung, die, wie vergleichbare Siedlungen im 10. oder 11. Jahrhundert entstanden war und vielleicht im 13. oder 14. Jahrhundert eine eigene Kirche bekam. Nach Aufhebung des Kirchspiels gehörte der Ort gehörte in kirchlicher Hinsicht zusammen mit Ditzumerverlaat fortan zu Ditzum. Hier befand sich bis etwa 1475 auch der Burg der adlige Familie Wynham, jetzt der Waterborg an der Klosterlohne in Ditzumerverlaat.
Teile des ertrunkenen Gebietes wurden bereits im 16. Jahrhundert neubedeicht.
Während der französischen Herrschaft gehörte Ditzumerhammrich ab 1807 zum niederländischen Departement Ems-Occidental. 1815 wurde das Gebiet dem Königreich Hannover zugeschlagen und kam mit ihm 1866 zu Preußen. Ditzumerhammrich und Ditzumerverlaat waren bis 1852 Teil der politischen „Gemeinde Ditzum“. Von 1885 bis 1932 gehörte es zum Kreis Weener in der preußischen Provinz Hannover, danach zum Landkreis Leer.
Die Deichsiedlung wurden bis ins 20. Jahrhundert hinein vorwiegend von Landarbeitern, Fischern, Landwirten und Handwerkern bewohnt, die im Schatten von Ditzumerverlaat standen und es nicht zu größerem Vermögen brachten. Im 19. Jahrhundert wanderten 30 Bewohner in die USA aus. Die Situation der Nachkriegszeit führte im April 1919 zu Plünderungen. Im Jahr 1935 erfuhren 40 Familien Unterstützung durch das Winterhilfswerk.
Erhalten ist die Wind-Wasserschöpfmühle, ein Erdholländer aus dem Jahr 1804 beim Wynhamster Kolk, der mit einer archimedischen Schraube bis 1957 seinen Dienst tat. Heute übernehmen elektrische Pumpen die Entwässerung in das höher gelegene Sieltief.
Im Jahr 1966 ging die Schule in Ditzumerhammrich in die Grundschule Bunderhammrich und die Oberstufe in Ditzumerverlaat über. Im Zuge der 1969 eröffneten Mittelpunktschule in Bunde besteht seitdem nur noch eine Grundschule in Ditzumerverlaat, die für den ganzen Ortsteil Dollart zuständig ist.
Im Jahr 1966 wurde die nach dem nahen Meerbusen benannte Samtgemeinde Dollart gegründet, die aus den Ortschaften Ditzumerhammrich, Ditzumerverlaat, Bunderhammrich, Heinitzpolder und Kanalpolder bestand, aber im Jahr 1973 ihre Selbstständigkeit verlor und in die Samtgemeinde Bunde eingegliedert wurde. Ditzumerhammrich wurde am 1. Januar 1973 in die neue Gemeinde Dollart eingegliedert. Der Ort gehört seit dem 1. November 2001 zur Einheitsgemeinde Bunde.
Ditzumerhammrich verzeichnet folgende unauffällige Einwohnerentwicklung:
| Jahr | Einwohnerzahl |
| ---- | ------------- |
| 1823 | 624           |
| 1848 | 731           |
| 1871 | 785           |
| 1885 | 752           |
| 1905 | 831           |

| Jahr | Einwohnerzahl |
| ---- | ------------- |
| 1925 | 710           |
| 1933 | 749           |
| 1939 | 703           |
| 1946 | 870           |
| 1950 | 858           |

| Jahr | Einwohnerzahl |
| ---- | ------------- |
| 1956 | 720           |
| 1961 | 656           |
| 1970 | 628           |